# Pedro Sarmiento y Toledo
Pedro Sarmiento y Toledo, III marquès de Mancera (c. 1625-1715) i III comte de Gondomar. Casat amb María Josefa de Eraso Vargas y Carvajal, III comtessa del Puerto, III comtessa d'Humanes. Home d'estat castellà, acatà l'entronització de Felip V però s'oposà a la intromissió francesa en el govern de la Monarquia d'Espanya i el 1705 fou destituït per Felip V.